# 수폴스 아레나
수폴스 아레나(영어: Sioux Falls Arena)는 미국 사우스다코타주 수폴스에 위치한 실내 경기장이다. 과거 D-리그 수폴스 스카이포스의 홈경기장으로 사용했다.